# Stiefelhöhe
Die Stiefelhöhe zwischen Unter-Abtsteinach und Eiterbach ist mit 587,4 m ü. NHN der vierthöchste Berg im Odenwald.

## Geographische Lage
Über die Stiefelhöhe verläuft von Nordosten nach Südwesten die Landesgrenze zwischen Hessen und Baden-Württemberg. Ein Großteil der Gipfelkuppe liegt in der Gemarkung Unter-Abtsteinach der Gemeinde Abtsteinach im hessischen Landkreis Bergstraße. Die Nordostabhänge sind Teil der Gemarkung von Wald-Michelbach. Der Südosten jenseits der Landesgrenze ist Teil der Gemarkung Eiterbach der Gemeinde Heiligkreuzsteinach. Hier auf der Gipfelkuppe befindet sich direkt am Wanderweg der historische Stiefelhöhe-Stein sowie in dessen unmittelbarer Nähe auch der höchste Punkt des Rhein-Neckar-Kreises.
Die Stiefelhöhe und der nördlich anschließende Höhenrücken mit dem Hardberg (593,1 m) erheben sich im Westen des oberen Eiterbachtals als Bastion am Rande des Sandstein-Odenwaldes über die westlich anschließenden meist deutlich niedrigeren Berge des Kristallinen Odenwaldes.

## Nutzung und Infrastruktur
Die Wälder sind ein Wanderrevier mit einem umfangreichen und ausgezeichneten Wegenetz. Südwestlich des Gipfels der Stiefelhöhe befindet sich in einem ehemaligen Steinbruch auf der Landesgrenze auf badischer Seite in 505 m Höhe die ganzjährig (aber nicht täglich) bewirtschaftete Stiefelhütte, die aus einer Unterkunft für die Steinbrucharbeiter hervorgegangen ist. Sie ist über eine Forststraße mit dem wenige Hundert Meter entfernten Unter-Abtsteinach verbunden. Der aufgelassene Steinbruch wird auch gerne als Kletterareal genutzt.
In einer Talmulde des Nordosthanges liegt der Lichtenklinger Hof.

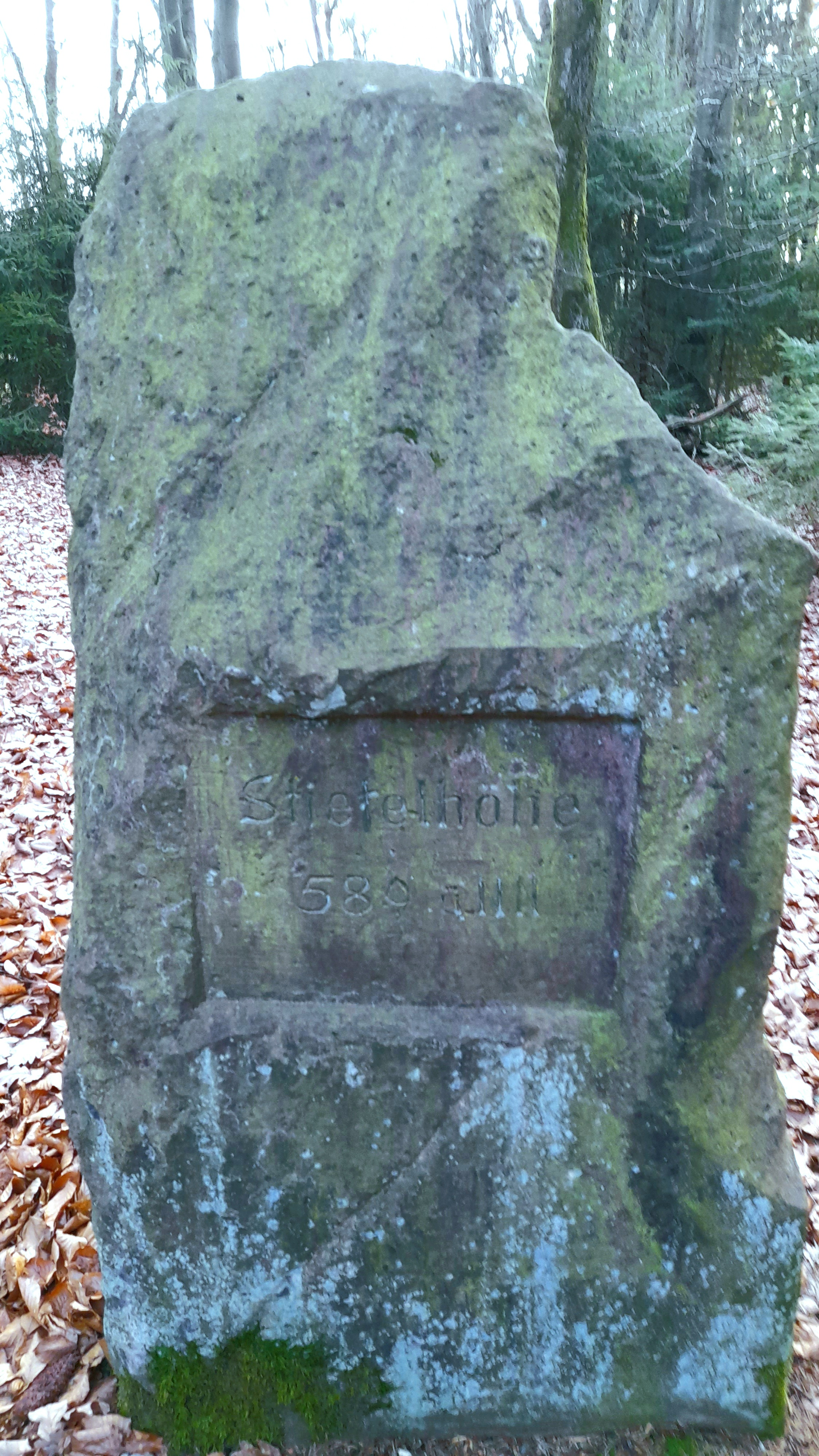
Stiefelhöhe-Stein

## Kartenmaterial
- Hessisches Landesvermessungsamt: TF 20-9, Der Überwald. Topographische Freizeitkarte 1:20.000. Wiesbaden: Hessisches Landesvermessungsamt, 2000, ISBN 3-89446-293-0